# Sân bay quốc gia Tamuín
Sân bay quốc gia Tamuín (IATA: TSL, ICAO: MMTN) là một sân bay ở Tamuín, San Luis Potosí, México. Sân bay này có 1 đường băng dài 1443 m bề mặt nhựa đường. Sân bay này được xây dựng năm 1965 trên diện tích 130 ha, nhà ga rộng 3000 m². Sân bay này hoạt động từ 7h sáng đến 19h tối.

## Các hãng hàng không và các tuyến bay
- Aeromar (Thành phố Mexico, San Luis Potosí)